# Říčanský potok (přítok Bobravy)
Říčanský potok je potok v okrese Brno-venkov. Měří asi 12 kilometrů. Pramení západně od obce Javůrek, protéká Říčkami, kde napájí dva rybníky a vlévá se do něj zprava Domašovský potok. Poté prochází Říčany, kde zásobuje přírodní koupaliště, Ostrovačicemi, kde se do něj zleva vlévají potůčky Cikánka a Kývalka a nakonec ústí do říčky Bobravy v Rosicích.